# Ağrı (circonscription électorale)
La circonscription électorale d'Ağrı correspond à la province du même nom et envoie quatre députés à la Grande Assemblée nationale de Turquie.

## Composition
La circonscription d'Ağrı est divisée en 8 districts (ilçe). Chaque district est composé d'un chef-lieu et de municipalités (communes et villages).

## Résultats électoraux

### Élections législatives de juin 2015
| Partis                   | Partis                               | Voix | %   | Sièges | +/- | Élus                                                             |
| ------------------------ | ------------------------------------ | ---- | --- | ------ | --- | ---------------------------------------------------------------- |
|                          | Parti démocratique des peuples (HDP) |      |     | 4      | Nv. | Leyla Zana, Berdan Öztürk, Dirayet Taşdemir et Mehmet Emin İlhan |
|                          |                                      |      |     |        |     |                                                                  |
| Total                    | Total                                |      | 100 | 4      |     | -                                                                |
| Inscrits / participation |                                      |      |     |        |     |                                                                  |

### Élections législatives de novembre 2015
| Partis                   | Partis                                        | Voix | %   | Sièges | +/-           | Élus                                          |
| ------------------------ | --------------------------------------------- | ---- | --- | ------ | ------------- | --------------------------------------------- |
|                          | Parti démocratique des peuples (HDP)          |      |     | 3      | 1             | Leyla Zana, Berdan Öztürk et Dirayet Taşdemir |
|                          | Parti de la justice et du développement (AKP) |      |     | 1      | 1             | Cesim Gökçe                                   |
|                          |                                               |      |     |        |               |                                               |
| Total                    | Total                                         |      | 100 | 4      | en stagnation | -                                             |
| Inscrits / participation |                                               |      |     |        |               |                                               |

### Élections législatives de 2018
| Partis                   | Partis                                        | Voix    | %     | Sièges | +/-           | Élus                                            |
| ------------------------ | --------------------------------------------- | ------- | ----- | ------ | ------------- | ----------------------------------------------- |
|                          | Parti démocratique des peuples (HDP)          | 143 885 | 62,23 | 3      | en stagnation | Berdan Öztürk, Dirayet Taşdemir et Abdullah Koç |
|                          | Parti de la justice et du développement (AKP) | 66 624  | 28,82 | 1      | en stagnation | Ekrem Çelebi                                    |
|                          | Parti républicain du peuple (CHP)             | 6 729   | 2,91  | 0      | en stagnation |                                                 |
|                          | Parti d'action nationaliste (MHP)             | 5 800   | 2,51  | 0      | en stagnation |                                                 |
|                          | Le Bon Parti (İYİ)                            | 3 834   | 1,66  | 0      | Nv.           |                                                 |
|                          | Parti de la félicité (SP)                     | 1 892   | 0,82  | 0      | en stagnation |                                                 |
|                          | Parti de la cause libre (HÜDA PAR)            | 1 740   | 0,75  | 0      | en stagnation |                                                 |
|                          | Parti patriote (VATAN)                        | 421     | 0,18  | 0      | en stagnation |                                                 |
|                          | Indépendants (Ind.)                           | 287     | 0,12  | 0      | en stagnation |                                                 |
|                          |                                               |         |       |        |               |                                                 |
| Total                    | Total                                         | 231 212 | 100   | 4      | en stagnation | -                                               |
| Inscrits / participation | Inscrits / participation                      | 296 375 | 78,40 |        |               |                                                 |

### Élections législatives de 2023
| Partis                   | Partis                                        | Voix    | %     | Sièges | +/-           | Élus                                     |
| ------------------------ | --------------------------------------------- | ------- | ----- | ------ | ------------- | ---------------------------------------- |
|                          | Parti de la gauche verte (YSP)                | 119 411 | 54,38 | 3      | en stagnation | Sırrı Sakik, Nejla Demir et Heval Bozdağ |
|                          | Parti de la justice et du développement (AKP) | 55 633  | 25,34 | 1      | en stagnation | Ruken Kilerci                            |
|                          | Parti républicain du peuple (CHP)             | 24 474  | 11,15 | 0      | en stagnation |                                          |
|                          | Parti d'action nationaliste (MHP)             | 5 667   | 2,58  | 0      | en stagnation |                                          |
|                          | Nouveau parti de la prospérité (YRP)          | 4 320   | 1,97  | 0      | Nv.           |                                          |
|                          | Le Bon Parti (İYİ)                            | 3 747   | 1,71  | 0      | en stagnation |                                          |
|                          | Parti de la patrie (M)                        | 1 617   | 0,74  | 0      | Nv.           |                                          |
|                          | Parti de gauche (SOL)                         | 1 370   | 0,62  | 0      | en stagnation |                                          |
|                          | Parti de la grande unité (BBP)                | 643     | 0,29  | 0      | en stagnation |                                          |
|                          | Parti de la justice (AP)                      | 480     | 0,22  | 0      | Nv.           |                                          |
|                          | Parti de l'innovation (YP)                    | 357     | 0,16  | 0      | Nv.           |                                          |
|                          | Parti communiste de Turquie (TKP)             | 291     | 0,13  | 0      | en stagnation |                                          |
|                          | Parti des droits et libertés (HAK)            | 290     | 0,13  | 0      | en stagnation |                                          |
|                          | Parti patriote (VATAN)                        | 247     | 0,11  | 0      | en stagnation |                                          |
|                          | Parti des travailleurs de Turquie (TIP)       | 211     | 0,10  | 0      | en stagnation |                                          |
|                          | Parti de libération du peuple (HKP)           | 202     | 0,09  | 0      | en stagnation |                                          |
|                          | Parti jeune (GP)                              | 196     | 0,09  | 0      | en stagnation |                                          |
|                          | Mouvement communiste (TKH)                    | 139     | 0,06  | 0      | Nv.           |                                          |
|                          | Parti de la nation (MP)                       | 130     | 0,06  | 0      | en stagnation |                                          |
|                          | Parti de la victoire (ZP)                     | 72      | 0,03  | 0      | Nv.           |                                          |
|                          | Parti de la justice et de l'unité (AB)        | 10      | 0,00  | 0      | Nv.           |                                          |
|                          | Parti de la mère patrie (ANAP)                | 6       | 0,00  | 0      | en stagnation |                                          |
|                          | Parti de l'union du pouvoir (GBP)             | 4       | 0,00  | 0      | Nv.           |                                          |
|                          | Parti de la route nationale (MYP)             | 1       | 0,00  | 0      | Nv.           |                                          |
|                          | Indépendants (Ind.)                           | 57      | 0,03  | 0      | en stagnation |                                          |
|                          |                                               |         |       |        |               |                                          |
| Total                    | Total                                         | 219 575 | 100   | 4      | en stagnation | -                                        |
| Inscrits / participation | Inscrits / participation                      | 307 114 | 72,84 |        |               |                                          |